# 赤間有華
赤間 有華（あかま ゆうか、1994年5月19日 - ）は、日本のアナウンサー。株式会社KAMPAI所属。宮城県仙台市出身。

## 来歴
仙台白百合学園高等学校、宮城教育大学教育学部特別支援教育教員養成課程卒業。テレビ朝日アスク出身。
2017年4月1日、北陸放送（MRO）にアナウンサーとして入社。同月には小野塚愛美と「ぐでたまダンス MROバージョン」を披露。テレビのアイキャッチ映像として放送され、これがアナウンサーとしての初仕事となった（2017年7月14日の『あさチャン!』（TBS）において、この映像がTBS系の各局でも放送された）。
ラジオでは2017年5月1日の『ニュースクリップ』でのローカル枠のニュース、テレビでは同年6月3日の金沢百万石まつり特番の中継リポーター、テレビニュースでは同年6月21日未明の『MROニュース』でそれぞれデビュー（初鳴き）している。
2017年9月25日より『レオスタ』のお天気キャスター兼フィールドリポーターを務める（自身にとって入社後初のレギュラー番組。2019年2月28日で降板）。
2017年10月29日に開催された『金沢マラソン2017』では、ラジオのランナーリポーターとして参加。自身初のフルマラソン挑戦であったが、6時間10分38秒（ネットタイムは5時間54分19秒）のタイムで完走した。
2018年6月3日から2019年2月24日までは『お達者ですか 孫のゆうかです。』（ラジオ）、2018年10月7日から2019年3月3日までは『アカマルジャポン』（テレビ）で、それぞれ自身の名前が入った冠番組も担当していた。
2019年3月をもってMROを退社し、翌4月にテレビ神奈川（tvk）へ移籍。同月6日より『あっぱれ!KANAGAWA大行進』の第10期アシスタントとして出演を開始する。
2022年3月末をもってtvkを退社。
2022年4月にBSよしもとへ移籍し、BSよしもとの基幹番組となるチーキーズ a GoGo！やキクテレミルラジ265の進行を担当した他、吉本興業が携わるイベントなどにも進行として多数出演。2024年7月からはBSよしもとでは初となる自身の冠番組「あかまヨガスマイル〜全国自撮り旅〜」のレギュラー放送が開始。
2024年8月1日、BSよしもとへの番組制作協力を行っている株式会社KAMPAIへの移籍を報告。

## 人物
趣味はチアダンス（得意技はスコーピオン）、バレエ（得意技はI字バランス）、着付け、ボクシング、ヨガ。
日本漢字能力検定準1級、温泉ソムリエ、全米ヨガアライアンスのRYT200を所持している。
好きなものはミヤマクワガタ、舞台鑑賞（バレエ、ミュージカル、お笑い）、恋愛リアリティーショー鑑賞。好きな色は金色で、好きな数字は1。好きな食べ物は肉類全般、アイスクリーム、ずんだシェイク、メロン、ラーメン、祖父が掘るタケノコなど。好きな花はオルラヤとセリンセ。
座右の銘は「為せば成る」。これは、チアダンスの技であるスコーピオンを「為せば成る」と信じ、毎日の筋トレによりマスターできたことに起因している。
自身の性格は破天荒な一方、恋愛面に於いては慎重な部分もあると自己分析をしている。
幼少期には毎朝5時に起床し、公園で縄跳び5,000回を飛び、バレエのバリエーションを20曲踊ったのち登校していた。これはダンス・バレエの英才教育と称して、母親から毎日課されていた課題であった。高校1、2年時に宝塚音楽学校への受験も2回していたがいずれも通らず、高校3年時は大学受験を優先したため3度目の受験はせずに終わった。
大学時代にはチアリーディング部に所属（部長も経験）し、学外においてはみやぎライシーレディ（2013年）、ベガルタチアリーダーズ第12期（2014年）、ミス・ユニバース・ジャパン宮城大会のファイナリスト（2016年）も、それぞれ経験した。卒業後に公務員や銀行員になることも考えていたが、チアリーダーとしてプロからアマチュアまで応援しているうちに「頑張っている人を支えることにやりがいを感じた」ことから、大学2年生の時にアナウンサーになることを志すようになる。それ以来、毎週金曜日に当時住んでいた仙台から夜行バスに乗って東京のアナウンススクールに通い、ネットカフェに泊まって日曜日に仙台へ戻るという生活を繰り返していた。当時この事は親にも内緒にしていたため、アルバイトを複数掛け持ちして金銭面を工面していた。
テレビ神奈川在籍時に担当していた番組でボクシングジムを取材した事がきっかけとなり、当時住んでいた横浜にある大橋ボクシングジムに通い始めた。最初はエクササイズ程度のつもりだったが、ジムの会長である大橋秀行から「ライセンスとっちゃいなよ」と言われ、本気でボクシングに励む事となった。その縁もあって、赤間がBSよしもとへ移籍してからも、大橋ジム所属である井上尚弥・拓真兄弟のイベントの司会進行を務めるなど交流が続いている。

## 家族構成
2歳年下に妹がおり、彼女も姉と同様にみやぎライシーレディ（こちらは2017年）を務めた経験がある。

## 現在の担当番組
- あかまヨガスマイル〜全国自撮り旅〜（BSよしもと、2024年7月11日 - ）- MC、ヨガインストラクター

## 過去の担当・出演番組

### 大学時代

#### テレビ
- OH!バンデス（ミヤギテレビ、2013年10月17日）‐ みやぎライシーレディとして出演[31]。
- 地元スポーツ応援団スポッち!（東北放送、2014年5月14日）‐ ベガルタチアリーダーズのメンバーとして出演[32]。

#### ラジオ
- J-SIDE STATION（エフエム仙台、2013年10月16日）‐ みやぎライシーレディとして出演[31]。
- らじすぽSENDAI（エフエムたいはく、2014年8月29日）‐ ベガルタチアリーダーズのメンバーとして出演[33]。

### 北陸放送時代

#### テレビ
- MROニュース
- レオスタ（2017年4月3日[34]、2017年7月19日[35]、2017年9月25日 - 2019年2月28日[36]）
- レオスタぷらす（2017年9月25日 - 2019年2月28日)
- 金沢百万石まつり特番（2017年6月3日、2018年6月2日） -  金沢城公園からの中継担当。
- MRO旅フェスタ2017　特選夏旅得大号（2017年6月24日、2017年6月25日）- 北陸鉄道の鉄道およびバスを利用した県内の旅の提案と、「京の夏の旅・大阪を遊びつくす魅力満載神戸」篇のVTRに出演。後者は自身初の県外ロケとなった。
- あさチャン!（TBSテレビ、2017年7月14日）‐ 「ぐでたまダンス MROバージョン」のVTR紹介。
- 絶好調W - 主に中継コーナーを担当（2018年4月4日 - 2019年3月13日）
- 科学のチカラにどキット!KITサマーサイエンススクール2018（2018年8月29日）‐ 2018年8月21日・22日に金沢工業大学で行われたKITサマーサイエンススクールを、久保田修平と共にリポート。
- MRO旅フェスタ2018増刊号【美し都 宮城県 赤間的観光ガイド】（2018年10月27日）‐ 小松空港からの航空機直行便を利用し、自身の出身地である宮城県に里帰りして、観光スポットをはじめ、子供の頃から通った寿司店や牛タン、ずんだ餅などを思い出とともにリポート。
- 石川トヨタHAATグループスポーツスペシャル　金沢マラソン2018（2018年10月28日）- 中継リポーター。午前中の第一部のみBS-TBSでも全国放送され、自身にとっては事実上の全国ネットデビューとなった。
- MROテレビ開局60周年特番 サンキューMリバディ!（2018年12月1日）
- アカマルジャポン（2018年10月7日 - 2019年3月3日） - 架空のフランス人「ユーカネーゼ・アカマーヌ」に扮し、石川県内の店や企業を紹介。
- アカマルジャポンSP（2018年12月22日）
- 冬こそ北海道!女子キュン旅（2019年2月23日）‐ 「冬こそ楽しめる!」をコンセプトに、北海道放送の森結有花とチューリップテレビの尾島早都樹の3人の女性アナウンサーで、北海道旅行の新たな魅力を紹介した番組。道東の別海町と羅臼町でロケが行われた。また、MROと同日・同時刻にチューリップテレビでも放送された（北海道放送では未放送）。

#### ラジオ
- MROニュース
- モリラジ!・ラジパラw（2017年7月1日）- いずれも「MRO旅フェスタ2017」会場からの生中継リポート（初の単独でのラジオ中継となった）。
- おいね★どいね（2017年7月7日・9月14日・9月21日）- ラジオカー研修として主に中継先からの出演。9月21日には、単独でのラジオカーリポートを行なった。
- 内灘町夏祭り はまなす歌謡祭（2017年7月30日・2018年8月5日）- 2017年7月22日に行われた第41回、および2018年7月28日に行われた第42回「はまなす歌謡祭」の録音放送。いずれも松村玲郎と司会進行を担当した。
- 夜は本多町パラダイス - レオラジ（2017年10月12日）- 後述のMROラジオまつりinつるぎ2017のイベントおよび番組宣伝として出演。
- MROラジオまつりinつるぎ（2017年10月15日・2018年10月14日）- 2017年はゲストの山本あきとグルメリポートを担当し、坐間妙子・小野塚愛美と共にキャンディーズの「年下の男の子」を歌うかくし芸も披露した。
- 石川トヨタHAATグループスポーツスペシャル　金沢マラソン2017（2017年10月29日）- 前述のランナーリポーターとして出演。
- 竜香のあぶない8時 お正月2時間スペシャル（2018年1月1日）- アナウンサー試験を受験した際のエピソードなどを披露。
- モリラジ!（2018年4月14日・2018年6月9日）- いずれも上坂典子の代役として出演。4月14日の放送では、自身初のラジオワイド番組に於けるスタジオMCを担当した[37]。
- 白山一里野音楽祭2018（2018年8月5日）- 会場内ブースからの中継担当。
- 音楽☆とらのアナ（MRO制作分、2018年9月22日[38]）
- ムフフナイト（2018年4月3日 - 2018年9月25日） - アシスタントMC
- 音どけ（2018年4月2日 - 2019年1月31日）
- おいね★どいね - 金曜ラジオカー「有華のウキウキ★ラジオカー中継」担当[39]（2018年4月6日 - 2019年2月22日）、水曜「絶好調W」番宣担当（2018年4月4日 - 2019年3月13日）
- お達者ですか 孫のゆうかです。（2018年6月3日 - 2019年2月24日）
- 竜香のあぶない8時[40]（2019年1月7日 - 2019年2月25日）

### テレビ神奈川時代
- tvkニュース・天気 - 随時
- tvkスポットニュース - 不定期
- 高校野球ニュース（2019年 - 2021年）
- 全国高等学校野球選手権神奈川大会 - リポーター
- あっぱれ!KANAGAWA大行進（2019年4月6日 - 2022年3月26日）- 第10・11期アシスタント
- 横浜市会各会派新春語り初め（2021年1月3日） - MC
- 中澤佑二のラ・ラ・ラ ラクロス（2021年4月9日 - 6月18日）
- 伊勢原市市制施行50周年記念番組 ～つながるつなげる 伊勢原のひとコマ～（2021年4月30日）
- 上野優華の角打ちゆうか（2021年7月2日） - お客様
- さがみはらフェスタ 特別番組（2021年11月20日） - MC
- 中澤佑二のラ・ラ・ラ ラクロス 2021冬の特別号（2021年12月28日）
- News Link（2021年10月18日 - 2022年3月14日） - スポーツキャスター（隔週月曜日担当）

### BSよしもと時代
- チーキーズ a GoGo！（2022年4月4日 - 2023年6月30日） - 進行
- LIVE STAND特番！〜BSもLaughにいこうぜ！〜[41]（2022年8月20日） - 進行
- 美女とまんじゅう（2023年10月15日） - ナレーション・進行
- 日本一早い賞レース 100×100[42]（2024年1月1日、3月24日） - 進行
- キクテレミルラジ265（2023年7月3日 - 2024年6月28日） - 進行
- 東野ぶらぶらチーキーズ（2023年7月3日 - 2024年7月28日） - ナレーション